# Menaldumadeel

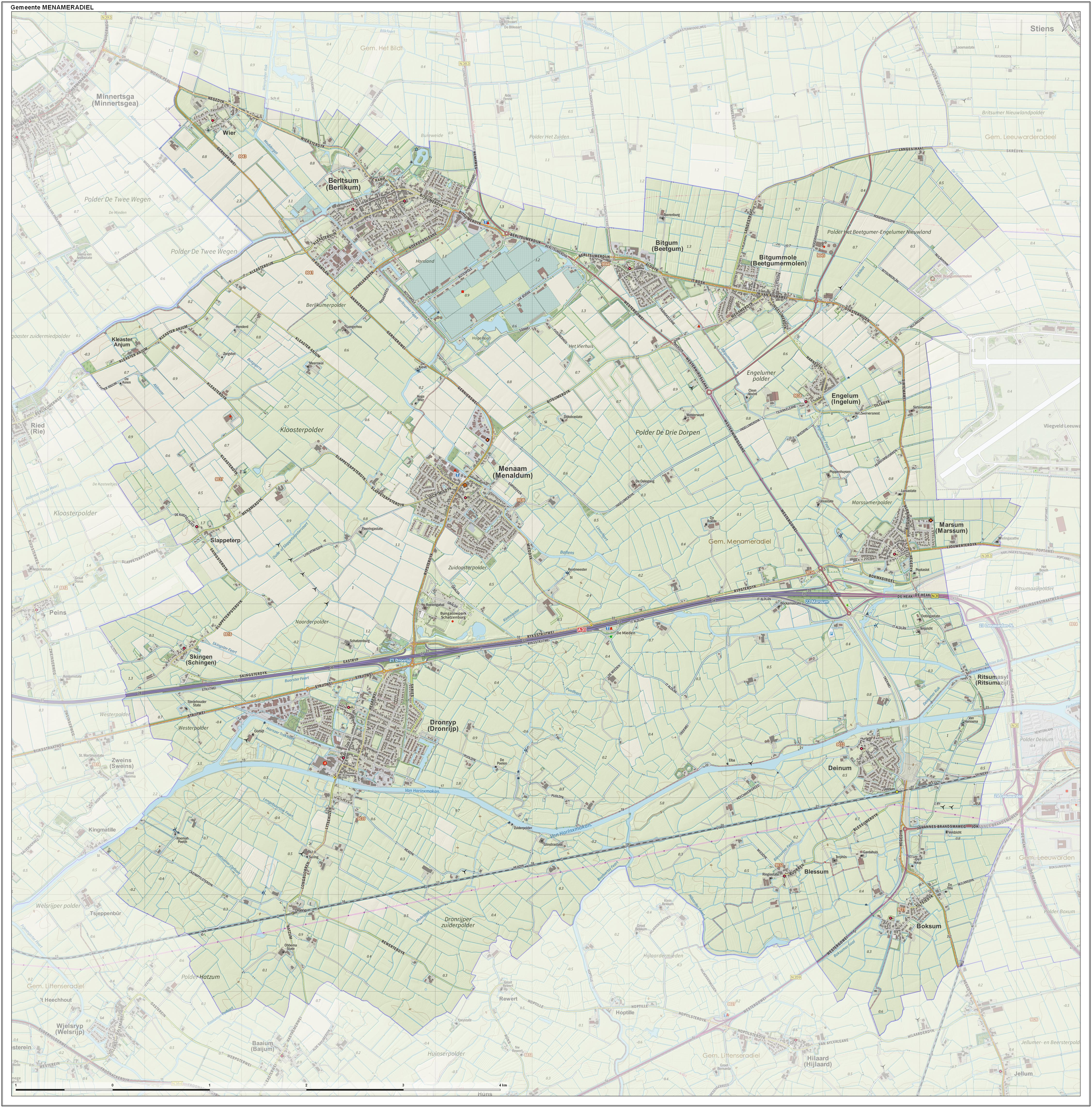
Topografische gemeentekaart van Menaldumadeel, september 2017

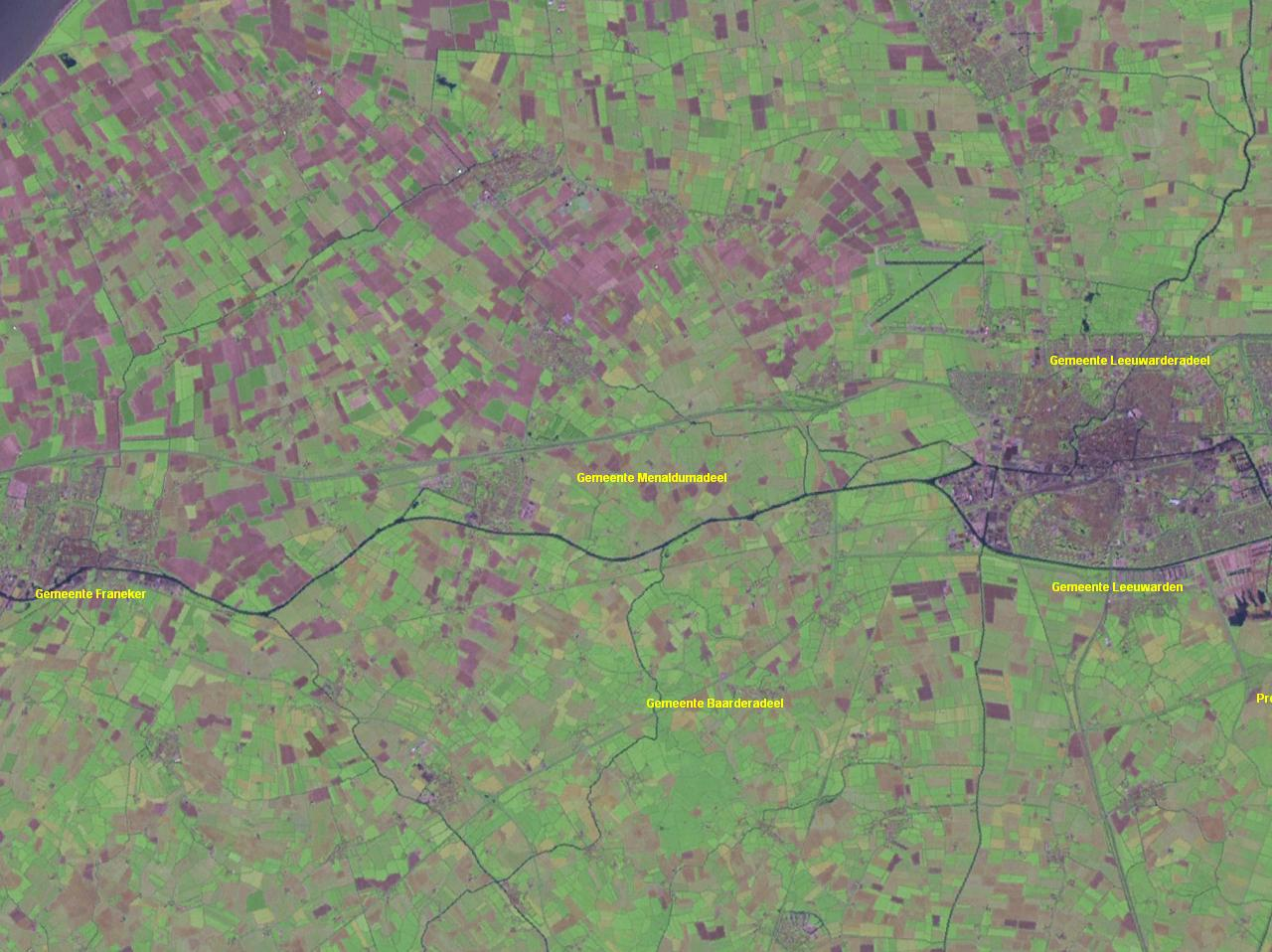
Satellietfoto met aanduiding van gemeenten

Menaldumadeel (Fries Menameradiel (uitspraakⓘ)) is een voormalige gemeente in de Nederlandse provincie Friesland. Op 30 april 2017 telde de gemeente 13.439 inwoners (bron: CBS) en had een oppervlakte van 70,03 km², waarvan 1,01 km² water.

## Herindeling
De gemeente kwam voort uit de grietenij Manaldumadeel, die bij de gemeentewet van 1851 werd omgezet naar een Nederlandse gemeente. De gemeentelijke herindeling van 1984 ging aan Menaldumadeel voorbij. Maar op 22 mei 2012 meldde de gemeente op de website dat de zelfstandigheid voor kleine gemeenten steeds moeilijker werd en dat samenwerking in het Middelseeverband niet succesvol was gebleken. De inwoners werden uitgenodigd mee te denken over de toekomst.

Op 10 oktober 2013 besloot de gemeenteraad unaniem om te herindelen. Per 1 januari 2018 ging de gemeente met de gemeenten Franekeradeel, het Bildt en een deel van Littenseradeel op in de nieuwgevormde gemeente Waadhoeke.

## Kernen
De gemeente Menaldumadeel telde dertien officiële dorpen en twee buurtschappen. Het gemeentehuis stond in Menaldum. Sinds 1 januari 2010 zijn de Friese namen de officiële. De gemeentenaam werd per 1 januari 2011 gewijzigd in Menameradiel.

### Dorpen
Aantal inwoners per woonkern op 1 januari 2004:
Bron: CBS
Het dorp Ritsumazijl (Ritsumasyl) was geen officiële kern, verdeeld onder Deinum en Marssum.

### Buurtschappen
Naast deze officiële kernen bevinden zich in de gemeente de volgende buurtschappen:
- De Poelen (De Puollen)
- Dijksterhuizen (Dyksterhuzen)
- Franjumerburen (Franjumerbourren)
- Hatsum
- Kingmatille (deels, Keimpetille)
- Klooster Anjum (Kleaster Anjum)
- Rewerd (deels, Rewert)

### Gemeenteraad
De gemeenteraad van Menaldumadeel telde 15 zetels. Hieronder staat de samenstelling van de gemeenteraad sinds 1998:
| Gemeentebelangen | 4  | 4  | 2  | 4  | 5  |
| CDA              | 4  | 3  | 3  | 3  | 3  |
| PvdA             | 3  | 2  | 4  | 3  | 2  |
| FNP              | 2  | 3  | 3  | 2  | 3  |
| VVD              | 2  | 2  | 1  | 2  | 1  |
| GroenLinks       | -  | 1  | 2  | 1  | 1  |
| Totaal           | 15 | 15 | 15 | 15 | 15 |

## Aangrenzende Gemeenten
| Aangrenzende gemeenten | Aangrenzende gemeenten | Aangrenzende gemeenten | Aangrenzende gemeenten | Aangrenzende gemeenten |
| ---------------------- | ---------------------- | ---------------------- | ---------------------- | ---------------------- |
|                        |                        | het Bildt              |                        | Leeuwarderadeel        |
|                        |                        |                        |                        |                        |
| Franekeradeel          | Leeuwarden             |                        |                        |                        |
|                        |                        |                        |                        |                        |
|                        |                        | Littenseradeel         |                        |                        |

## Cultuur

### Monumenten
De gemeente had een aantal rijksmonumenten en oorlogsmonumenten, zie:
- Lijst van rijksmonumenten in Menaldumadeel
- Lijst van oorlogsmonumenten in Menaldumadeel

### Kunst in de openbare ruimte
In de voormalige gemeente zijn diverse beelden, sculpturen en objecten geplaatst in de openbare ruimte, zie:
- Lijst van beelden in Menaldumadeel

### Geboren in Menaldumadeel
- Wynolt Pietersma, acteur
- Harmen Willems Wieringa, kunstschilder